# Astronesthes fedorovi
Astronesthes fedorovi es una especie de pez de la familia Stomiidae en el orden de los Stomiiformes.

## Hábitat
Es un pez de mar y de aguas  templadas que vive hasta 500 m de profundidad.

## Distribución geográfica
Se encuentra al noroeste del Pacífico.